# Лиса Макинерни
Лиса Макинерни (енгл. Lisa McInerney, Голвеј, Република Ирска, 15. август 1981) је ирска књижевница, романописац, писац кратких прича, есејиста, уредница и сценариста. Најпознатија је по свом роману, The Glorious Heresies (Свете јереси), који је 2016. године добио Женску награду за белетристику.

## Биографија
Макинерни је рођена у радничкој породици  у Голвеју у Ирској 1981. године, а подигли су је бака и деда. Похађала је Gort Community School и наставила да студира енглески језик и географију  на Универзитетском колеџу Корк. Она је снаха ирске новинарке Geraldine McInerney.
Макинернијева прва публикација била је кратка прича, Saturday, Boring, коју је наручио Кевин Бери за Фаберову антологију из 2013. Town and Country: New Irish Short Stories (Град и село: Нове ирске кратке приче). Макинернијев дебитантски роман, The Glorious Heresies, који је објавио Џон Мареј, уследио је у априлу 2015. Приповедајући причу о пет несклада на рубу ирског друштва након несреће чији су животи повезани након неуредног убиства, освојио је женску награду за белетристику и награду Дезмонда Елиота 2016. Преведен је на француски, на којем је освојио књижевну награду амбасадора франкофоније Ирске 2018; италијански, на којем је ушао у ужи избор за Premio Strega Europeo и освојио Premio Edoardo Kihlgren  за европску књижевност; шпански, холандски, немачки, чешки, српски, пољски, дански и македонски.
Макинернијев други роман, The Blood Miracles (Чуда у крви) објавио је Џон Мареј у априлу 2017. Фокусирајући се на Рајана Кјузака, најмлађег лика из The Glorious Heresies, био је заједнички победник RSL Encore Award за 2018. и био је на дугој листи за награду Дилан Томас 2018. Превођен је на шпански, француски, италијански, чешки, немачки и дански.
Макинернијев трећи роман, The Rules of Revelation (Правила откровења), објавио је Џон Мареј у мају 2021.
Права за адаптацију Мекинернијевог сета града Корк (The Glorious Heresies, The Blood Miracles и The Rules of Revelation) за телевизију купио је ITV Studios, а Макинернијем је потписала уговор да напише сценарије.
Макинернијево кратко дело је представљено у Winter Papers, Extra Teeth, The Guardian, Le Monde, Granta, BBC Radio 4 и у разним антологијама. Године 2022. постављена је за уредника ирског књижевног часописа The Stinging Fly.
Она је навела Хуберта Селбија млађег као утицај на њен став према писању.  Њени „велики ликови“ и сочне формулације довели су до поређења са Патриком Мекејбом и Ирвином Велшем . 

### Новеле
- The Glorious Heresies (Свете јереси), (2015).
- The Blood Miracles (Крвна чуда), (2017).
- The Rules of Revelation (Правила откровења), (2021).

### Приче
- Saturday, Boring у антологији Town and Country (Град и село), (2013).
- Berghain у антологији The Long Gaze Back (Дуги поглед уназад), (2015).
- Redoubt за ББЦ Радио 4, (2015).
- The Butcher’s Apron у The Stinging Fly: In The Wake Of The Rising, (2016).
- Navigation за Granta, (2016).
- Five Sites, Five Stages у антологији I Am Heathcliff: Stories Inspired by Wuthering Heights (Ја сам Хитклиф: Приче инспирисане Орканским висовима), уредник Кејт Мос, (2018).
- Gérard, у антологији Being Various (Бити различити), (2019).
- Nowhere Now у првом издању Extra Teeth, (2019).

### Есеји
- Seize the Means of Publication у антологији Beyond the Centre: Writers in their own Words, (2016).
- Half-Answered Questions on Fiction за Европску федерацију удружења и центара за ирске студије, (2018).
- Working Class - An Escape Manual у антологији Common People: An Anthology of Working Class Writers коју је уредио Кит де Вал, (2019).
- Fantastic Babies: Notes on a K-pop Music Video у The Stinging Fly: Summer 2020, (2020).

### Друго
- Fake Tan, (кратки филм), (2020).
- The Stinging Fly X Galway 2020 (као уредник), (2020).

## Награде

### Освојене
- 2016 - Женска награда за белетристику
- 2016 - Награда Десмонд Елиот
- 2018 - Encore Award
- 2018 - Књижевна награда амбасадора франкофоније Ирске
- 2018 - Premio Edoardo Kihlgren

### Номиноване
- 2016 и 2018 - Награда Дилан Томас
- 2019 - Међународна Даблинска књижевна награда
- 2017 - Sunday Times EFG Short Story Award, за Навигацију
- 2018 - Европска награда Стрега
- 2015 - Ирска књижна награда
- 2016 - Theakston's Old Peculier Crime Novel of the Year Award